# Libnotes (Libnotes) garoensis
Libnotes (Libnotes) garoensis is een tweevleugelige uit de familie steltmuggen (Limoniidae). De soort komt voor in het Oriëntaals gebied.